# Corydoras paleatus
Corydoras paleatus je slatkovodna riba iz roda Corydoras, potporodice Corydoradinae. Naseljava pritoke brazilske rijeke La Plate i sporotekuće rijeke Urugvaja. Paleatusi su ribe dna, a u prirodi se hrane ličinkama kukaca koje tu prebivaju, ostacima biljaka, kukcima, crvima i račićima. Paleatusi su unijeti u europske akvarije još 1876. godine, ali pod pogrešnim imenom.

## Izgled
Tijelo ribe je valjkasto, kratko i nabijeno, s izrazito velikom glavom i grbom iznad nje. Boja leđa i grbe je olovnosiva, dok su bokovi metalnosjajni. Trbuh ribe je ružićaste ili narančaste boje, što se, zbog ikre, posebno primijeti kod spolno zrelih ženki. Po tijelu se nalaze pravilno raspoređene, krupne, tamne mrlje neodređenog oblika. Mužjaci narastu do 5.9 cm, a ženke do 7 cm. Leđna peraja mužjaka je oštra pri vrhu, dok je kod ženki zaobljena. Ženke imaju širi trbuh i raspoznaju se po zaobljenim trbušnim perajama. U prodaji je i albino oblik ribe, ali zbog odsutnosti boje i pjega, nije moguće odrediti kojoj vrsti roda Corydoras one pripadaju.

## U akvariju
Paleatusima odgovara hladnija voda bogata kisikom, od 20 do 24°C. Preferiraju gusto zasađene akvarije zbog svoje plašljivosti. Žive u jatima, pa je stoga poželjno u akvariju držati barem 8 primjeraka ovih riba. Vrlo su miroljubive, kako prema drugim ribama, tako i unutar vrste. Mogu se držati sa svim ribama kojima ne mogu stati u usta. Jedini problem s paleatusima može biti pružanje dovoljno nježnog supstrata. Brčići paleatusa, koji im služe za pronalazak hrane, osjetljivi su na oštre kamenčiće koji ih mogu u potpunosti uništiti. U akvarijskim uvjetima hranit će se ostacima hrane (zbog čega se popularno nazivaju "čistačima"), tonućim tabletama za ribe dna, smrznutim ili osušenim tubifeksom, a grickat će i alge s vodenog bilja. Osvjetljenje ne smije biti prejako, a voda mora biti besprijekorno čista. Bistra i kisikom bogata voda je glavni preduvjet za gajenje svih vrsta roda Corydoras. Ako voda ne sadrži dovoljno kisika, paleatusi će izranjati na površinu velikom brzinom i gutati zrak. Nestašicu će osjetiti i druge ribe, pa je tada poželjno u akvarij unijeti kisik preko zračne pumpe, a pomoći će i ako izlaznu cijev filtera okrenemo tako da razbija površinu vode.